# Atletismo nos Jogos Olímpicos de Verão de 1900 - Salto triplo masculino
A competição do salto triplo masculino fez parte do programa do atletismo nos Jogos Olímpicos de Verão de 1900. Aconteceu no dia 16 de julho. 13 atletas de seis países competiram.

## Medalhistas
| Ouro   | USA Myer Prinstein |
| Prata  | USA James Connolly |
| Bronze | USA Lewis Sheldon  |

## Resultados
| Pos. | Atleta                | Distância    |
| ---- | --------------------- | ------------ |
|      | USA Myer Prinstein    | 14.47 m      |
|      | USA James Connolly    | 13.97 m      |
|      | USA Lewis Sheldon     | 13.64 m      |
| 4    | GBR Patrick Leahy     | Desconhecido |
| 5    | FRA Albert Delannoy   | Desconhecido |
| 6    | FRA Alexandre Tuffèri | Desconhecido |
| 7-13 | USA Daniel Horton     | Desconhecido |
| 7-13 | USA Frank Jarvis      | Desconhecido |
| 7-13 | HUN Pál Koppán        | Desconhecido |
| 7-13 | SWE Erik Lemming      | Desconhecido |
| 7-13 | USA John McLean       | Desconhecido |
| 7-13 | SWE Karl Staaf        | Desconhecido |
| 7-13 | GER Waldemar Steffen  | Desconhecido |